# Chemins de fer nogentais
Pour les articles homonymes, voir Nogentais et CFN.

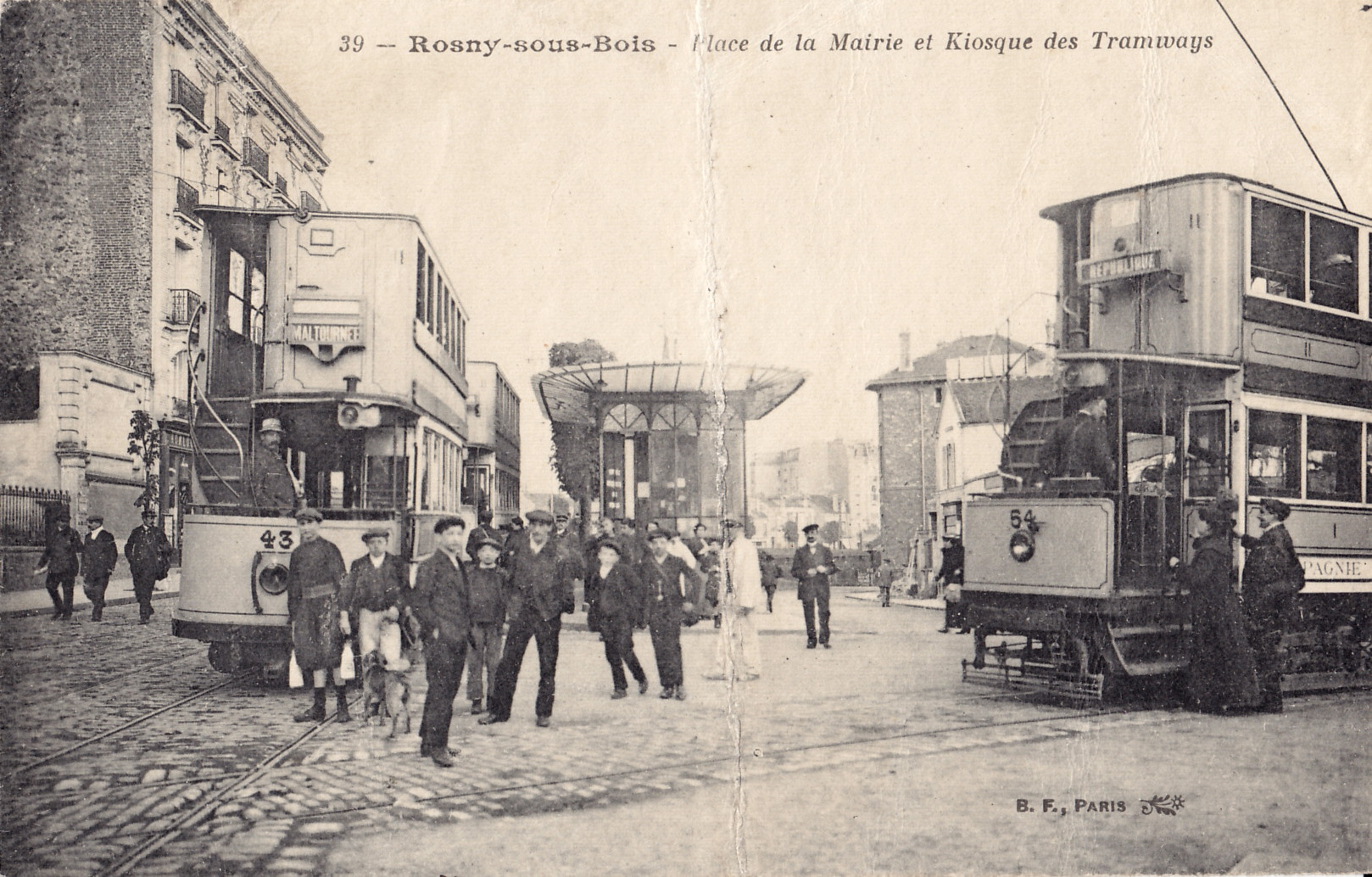
La station de la mairie de Rosny-sous-Bois vers 1910, avec son kiosque à voyageurs.

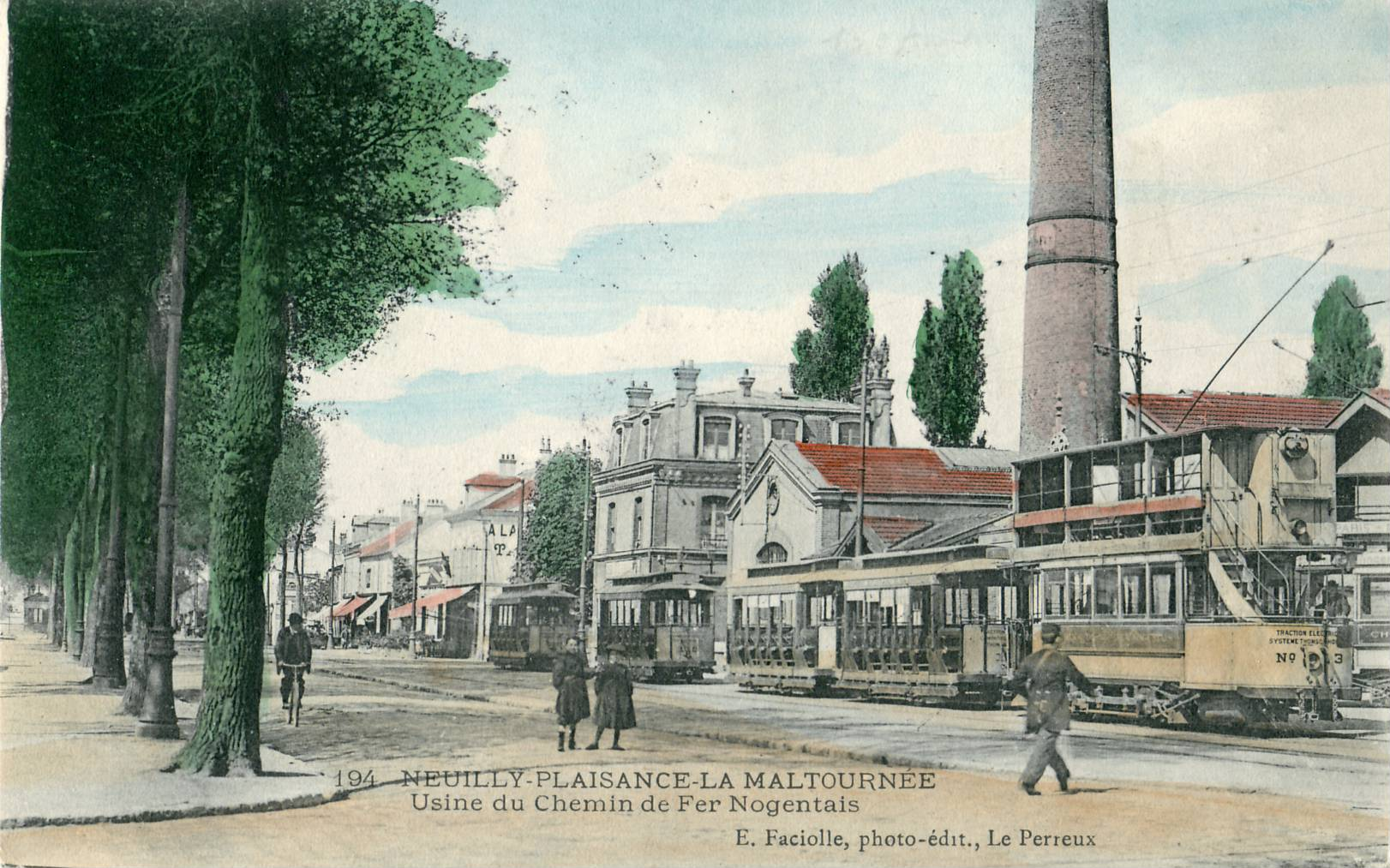
Le dépôt des Nogentais et la centrale électrique à la Maltournée.

La société des Chemins de fer nogentais (CFN) est une société de tramways qui exploitait un important réseau dans la banlieue est de Paris depuis la porte de Vincennes, entre 1887 et 1921.

## Histoire
Le décret portant déclaration d'utilité publique et concession de la première ligne entre Vincennes et Ville-Évrard date du 18 novembre 1885. La « Compagnie des chemins de fer nogentais » constituée dans ce but, fut autorisée à figurer au décret de la concession le 13 mars 1886.
Le  21 août 1887, les Chemins de fer nogentais (CFN) ouvrent 11,6 km de ligne entre Vincennes et l'hôpital de Ville-Évrard à Neuilly-sur-Marne en passant par le pont de Mulhouse et le quartier de La Maltournée (boulevard Gallieni, Neuilly-Plaisance).
Au début de l'exploitation, le Nogentais utilisait des automotrices Mékarski à air comprimé, à l'instar des tramways Nord de Paris et des tramways de Nantes.
Cette ligne eut un grand succès, dans la mesure où elle facilita le trafic mais permit aussi aux Parisiens de visiter le bois de Vincennes le dimanche.
L'itinéraire est modifié le  27 décembre 1888, par ajout d'un embranchement de Nogent-sur-Marne (Pont de Mulhouse) vers Bry-sur-Marne, et d'une seconde voie, le 1er décembre 1894 entre La Maltournée et Rosny-sous-Bois.
En 1892, la ligne est prolongée de Vincennes à Paris jusqu'à la (Porte de Vincennes).
En 1900, le Nogentais électrifie au moyen de  lignes aériennes son réseau. La compagnie crée de nouvelles lignes ayant leur terminus à la Porte de Vincennes et donnant correspondance au métro.
Le 1er janvier 1921, les Chemins de fer nogentais sont intégrés aux autres compagnies de tramways parisiens au sein de la Société des transports en commun de la région parisienne (STCRP), ancêtre de la RATP.

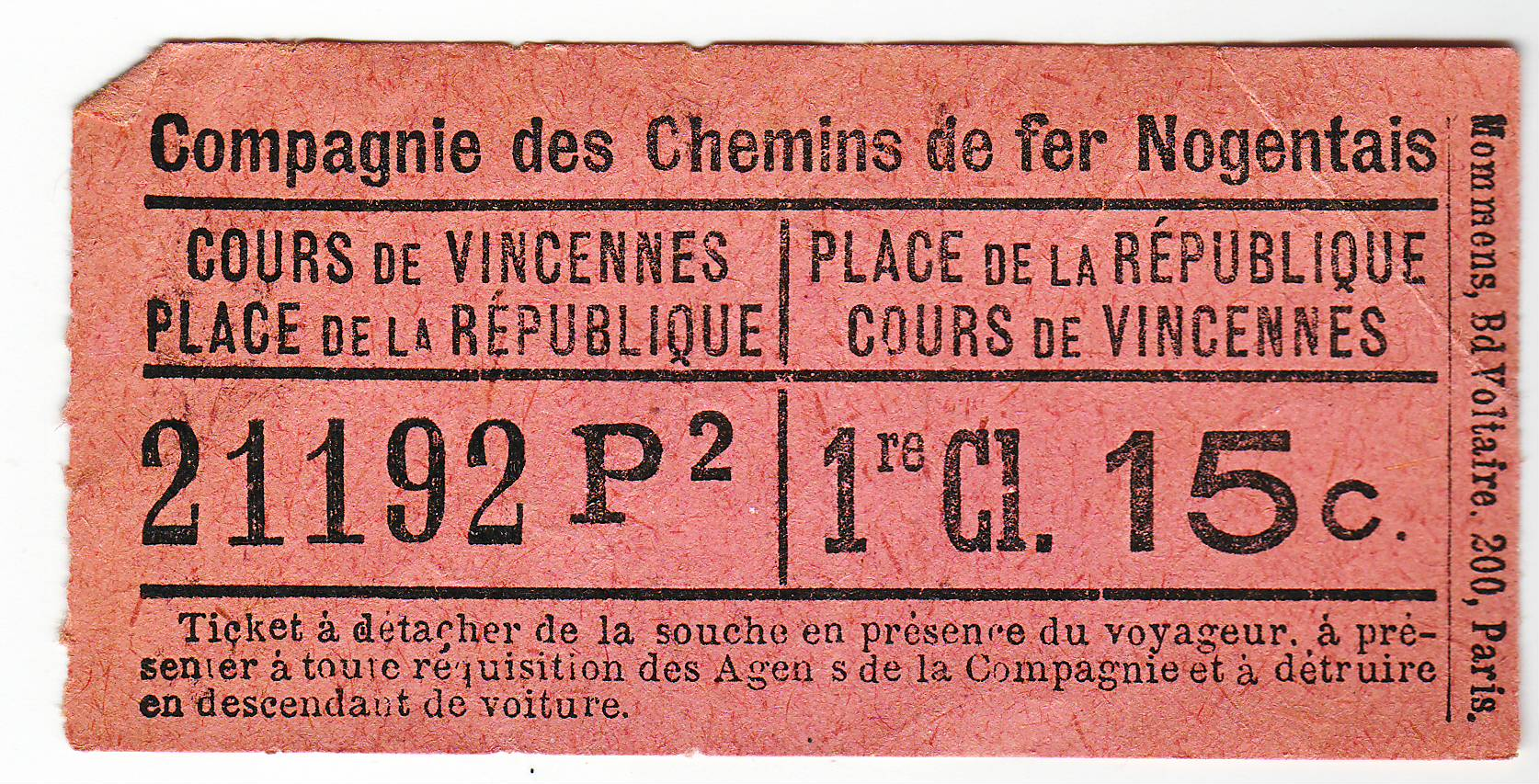
Billet du nogentais.
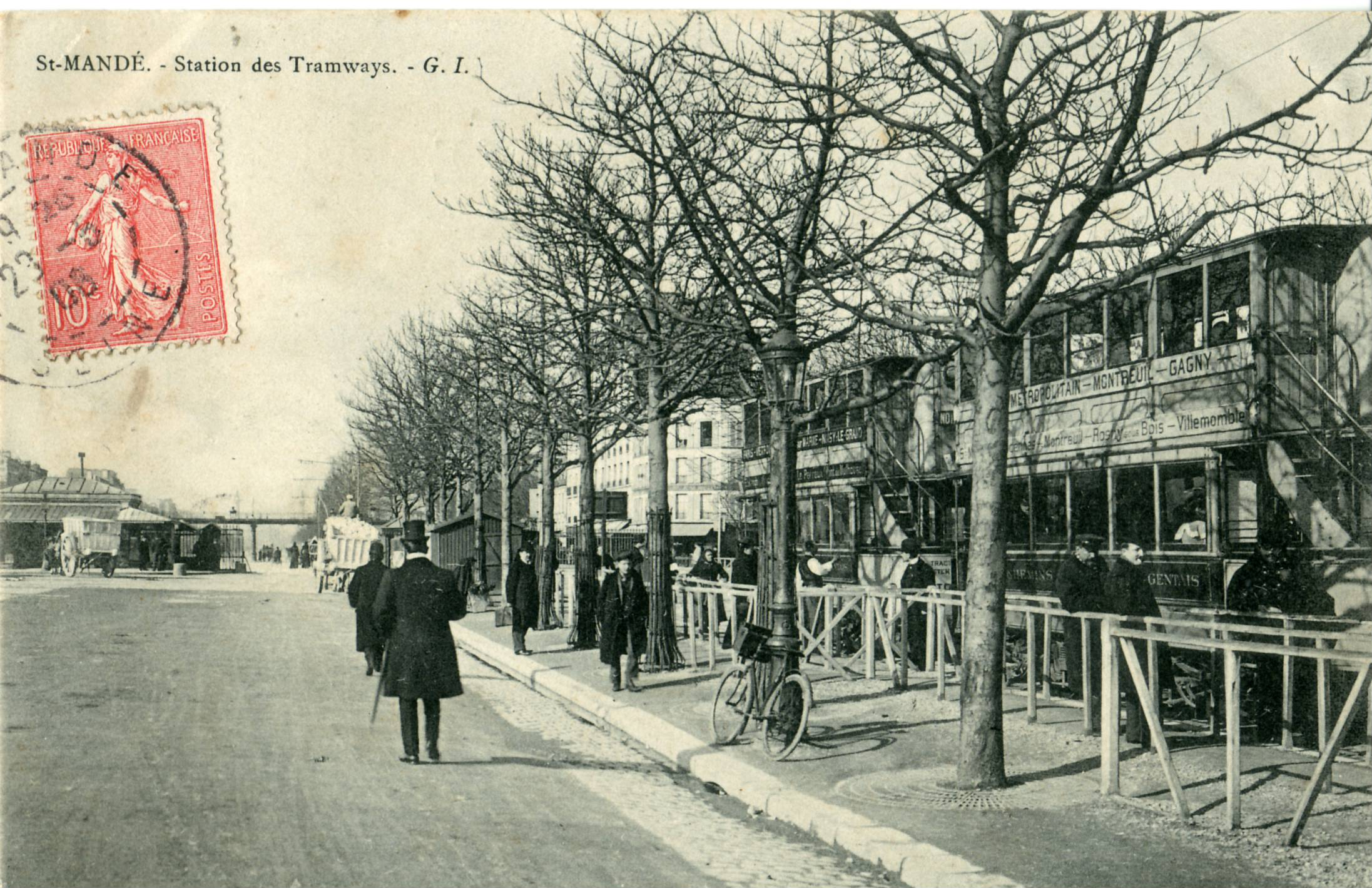
Porte de Vincennes à Saint-Mandé.
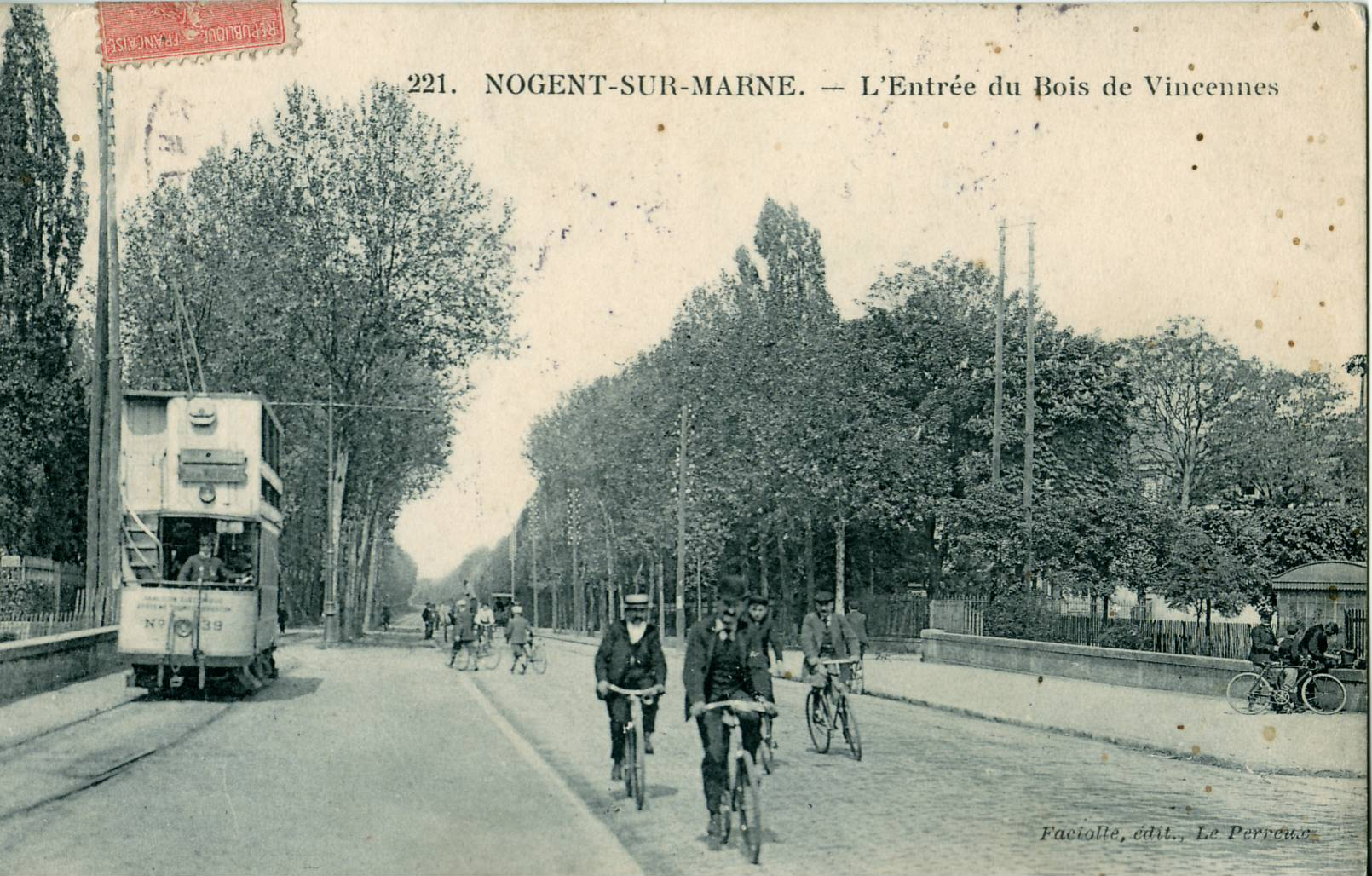
Bois de Vincennes à Nogent-sur-Marne.
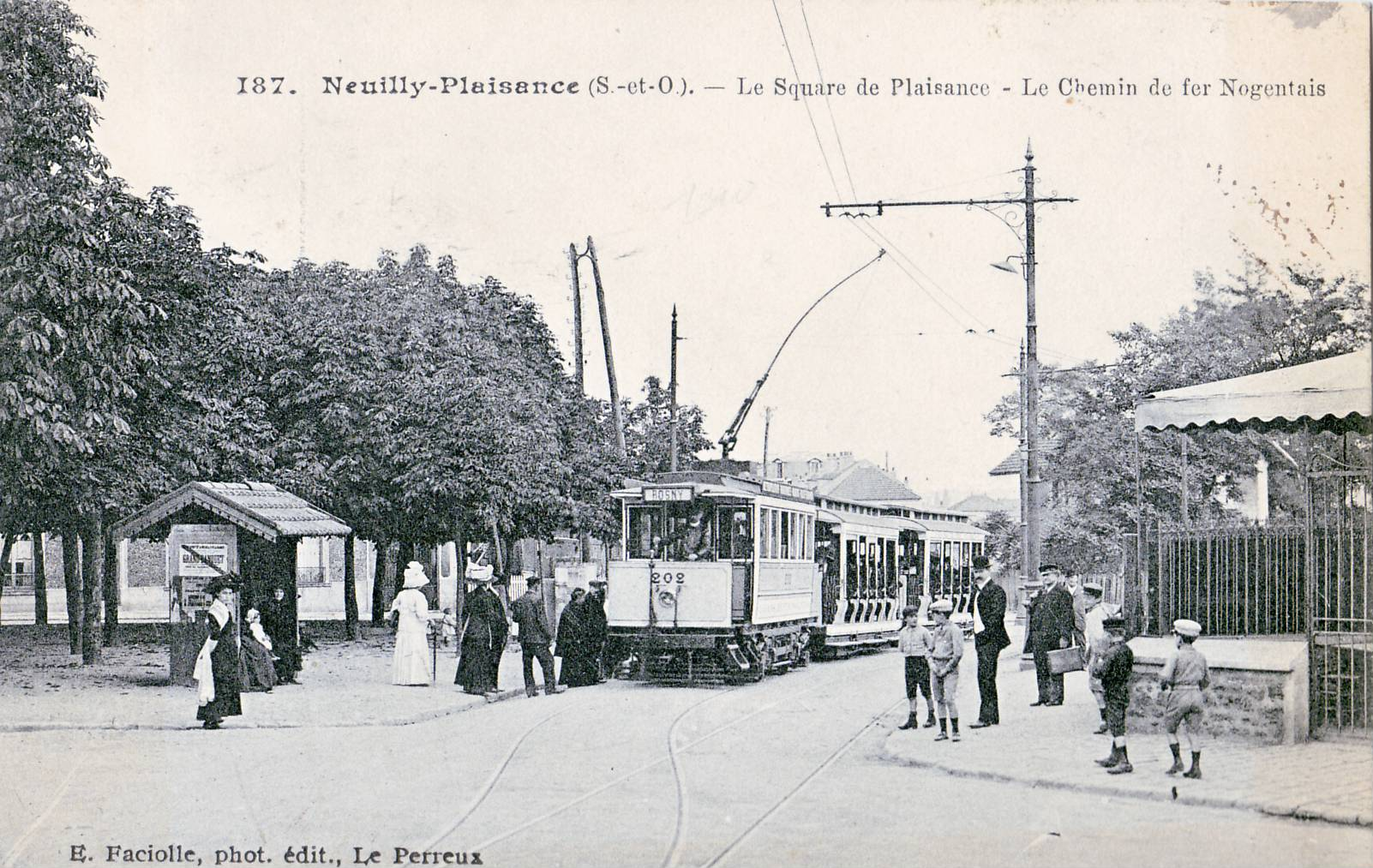
Ligne 4 à Neuilly-Plaisance.
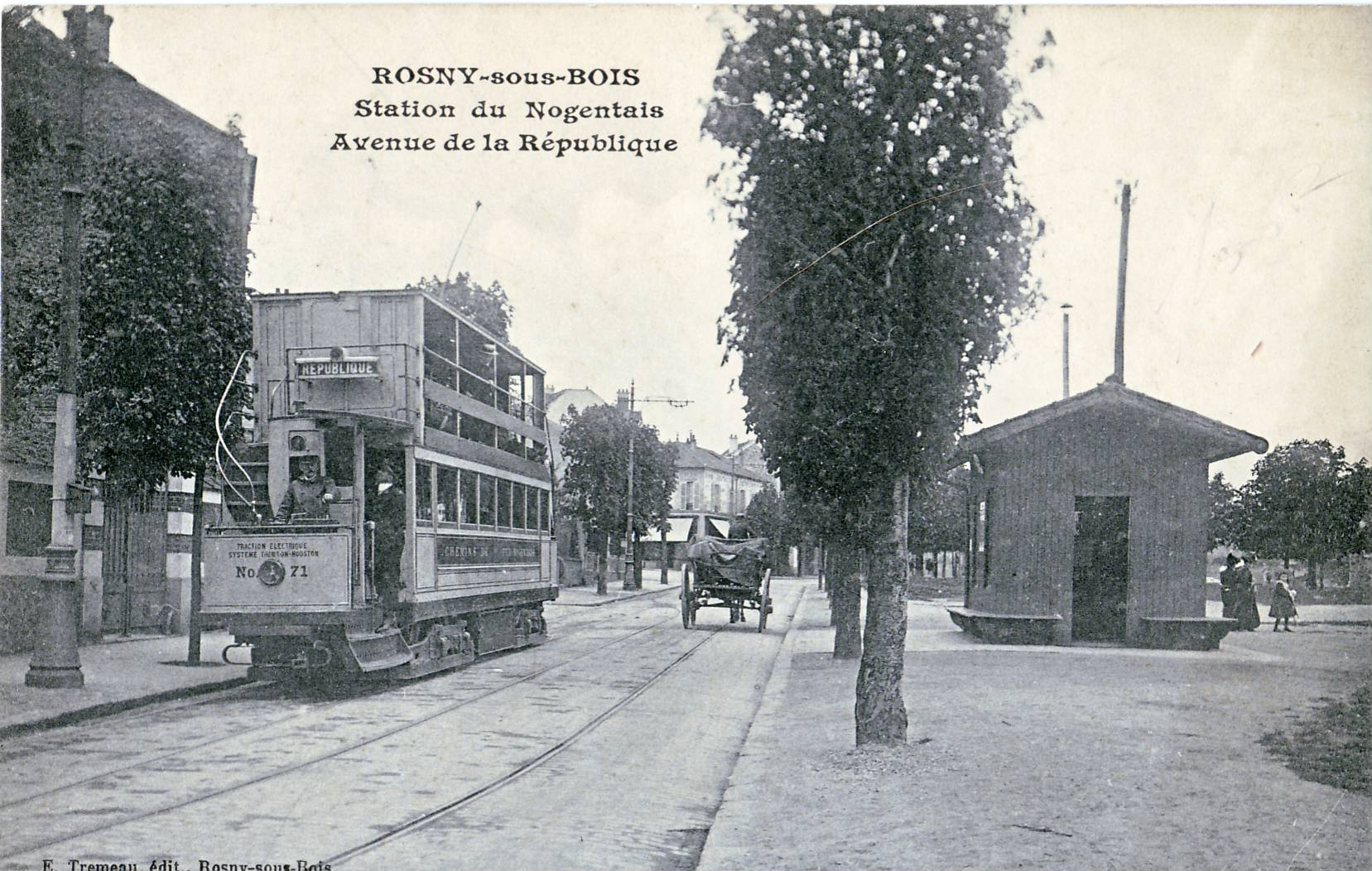
Ligne 6 à Rosny-sous-Bois.
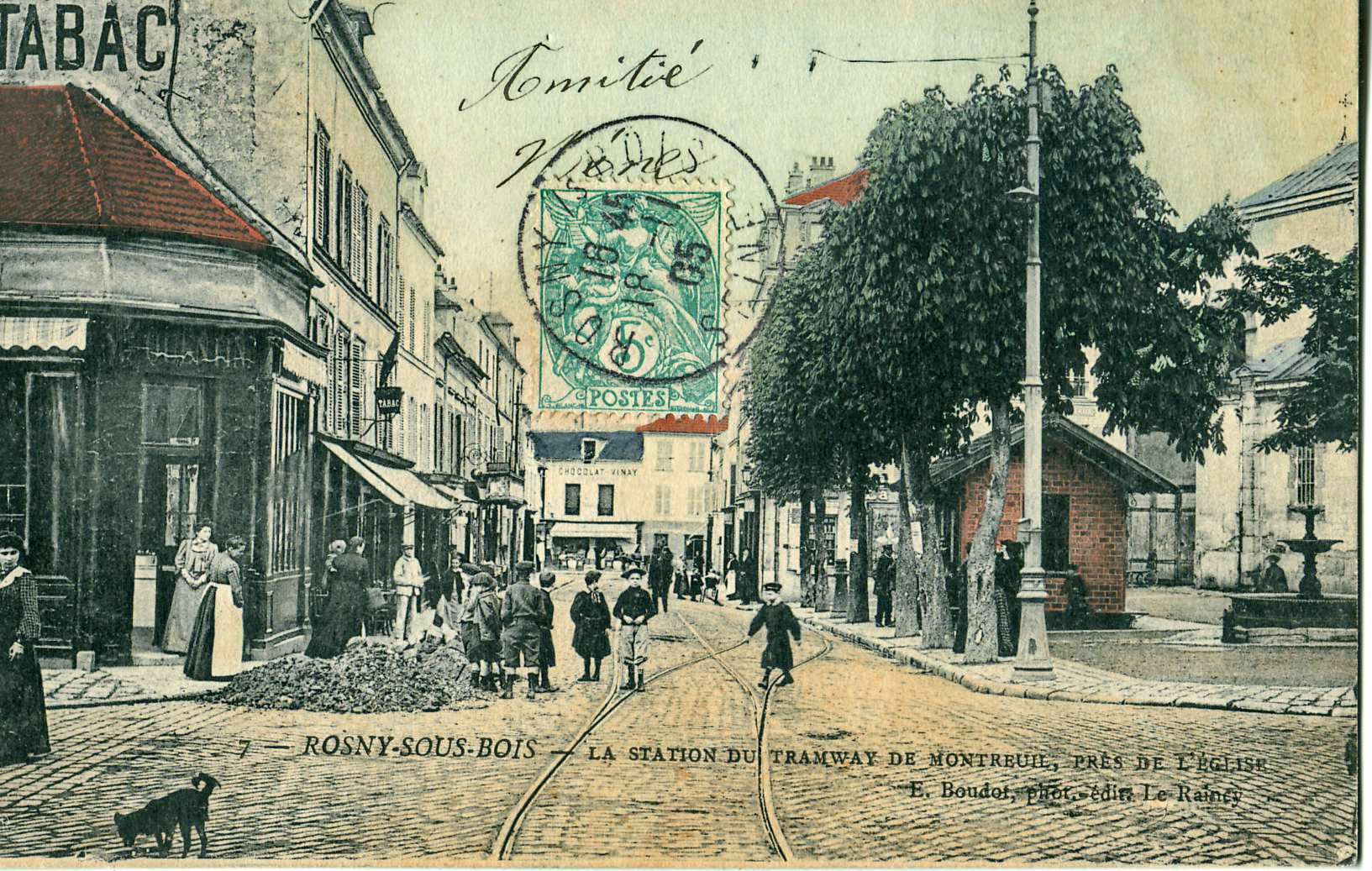
La station du Nogentais à l'église Sainte-Geneviève de Rosny-sous-Bois.
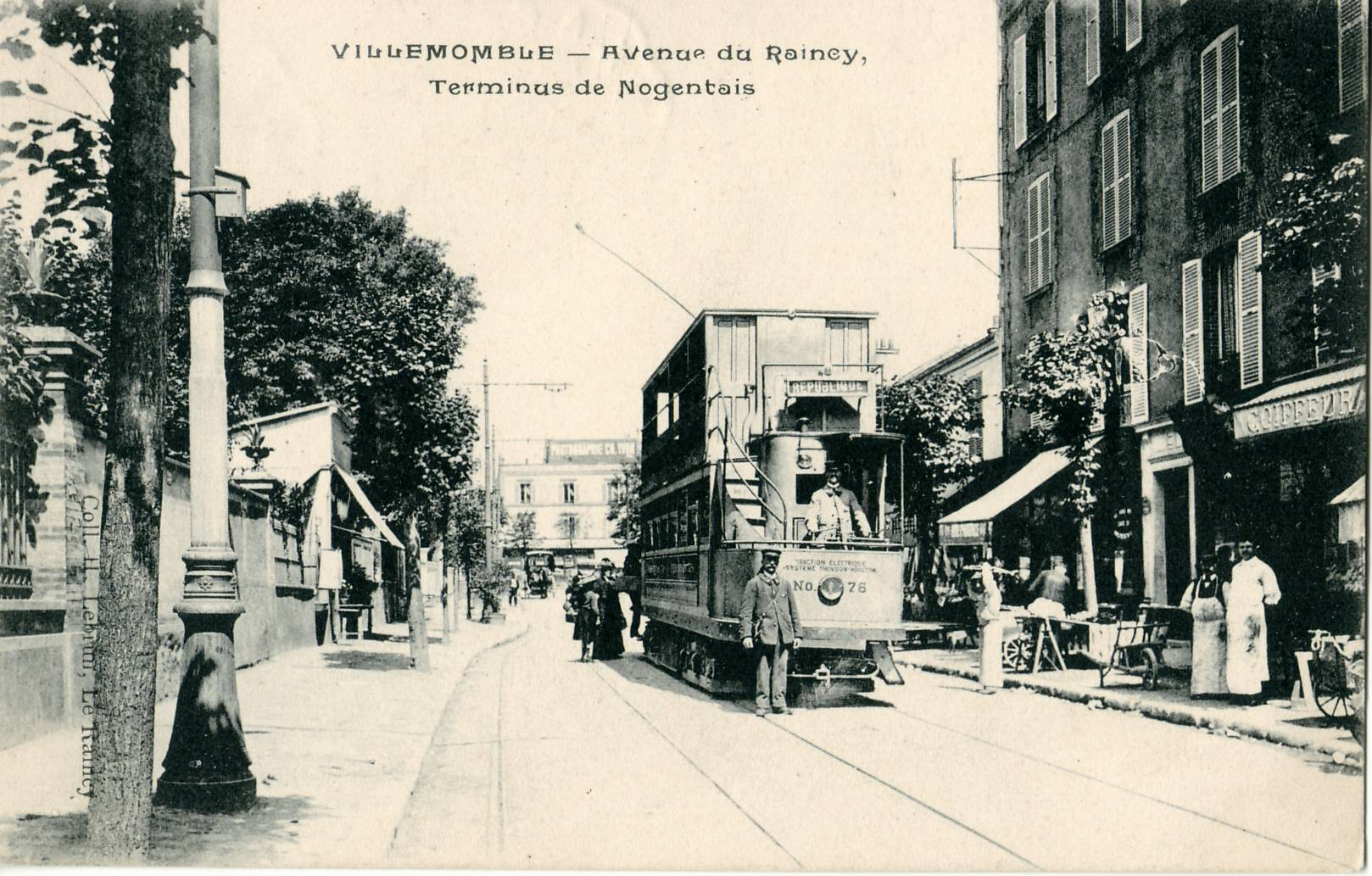
Ligne 6 à Villemomble.
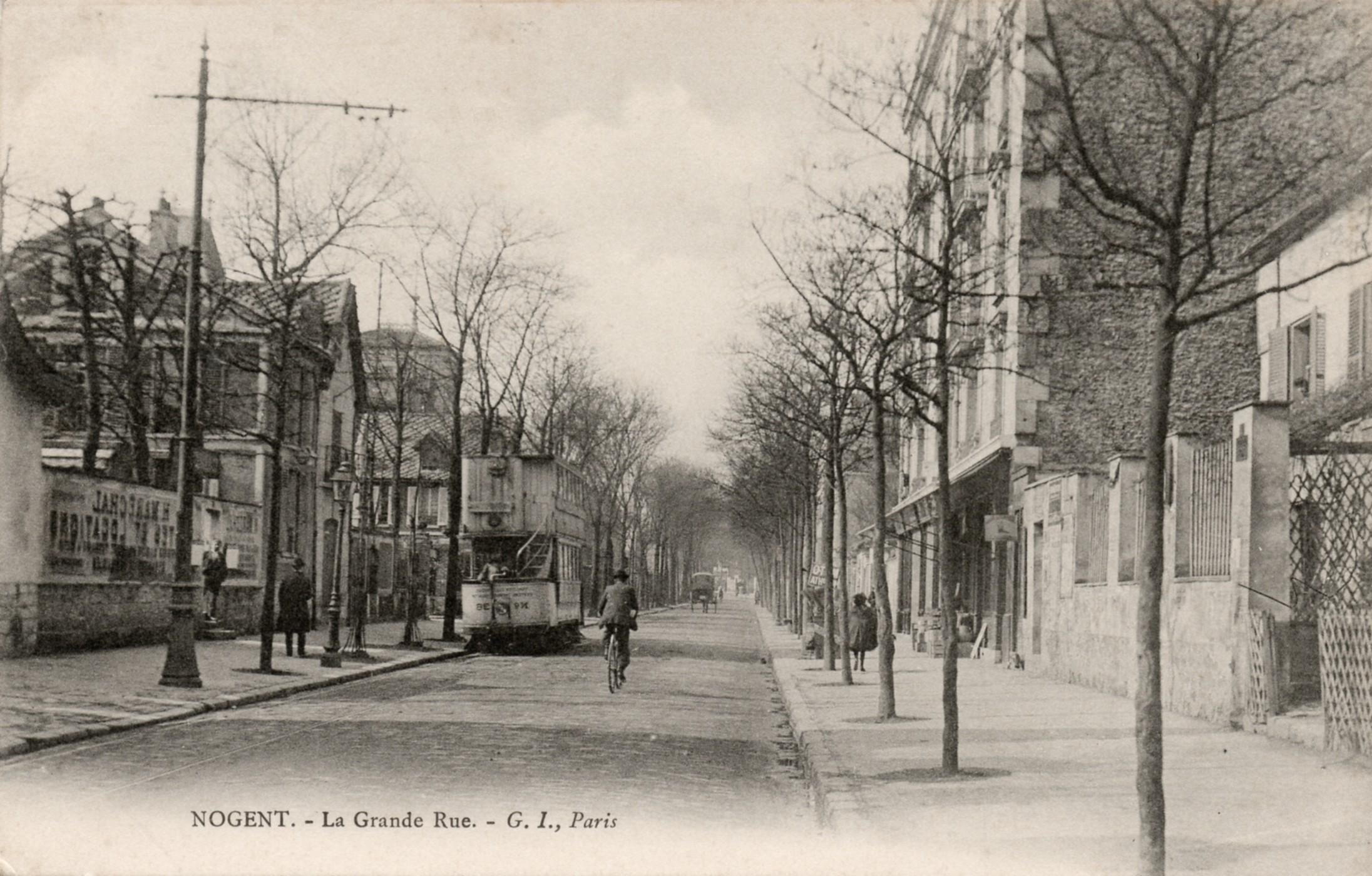
Nogent - la Grande Rue.

### Le réseau
En 1902, le réseau des CFN était constitué des lignes suivantes :
- 1 (113) - Porte de Vincennes - Maison-Blanche (par l'Avenue de Paris et le Bois à Vincennes, le boulevard de Strasbourg à Nogent-sur-Marne, la Maltournée (où était installé le dépôt), Neuilly-sur-Marne et Ville-Évrard).
- 2 (114) - Porte de Vincennes[4] - La Maltournée (par Vincennes, la gare de Nogent - Le Perreux, Le Perreux-sur-Marne).
- 3 (120) - Porte de Vincennes - Bry-sur-Marne, s'embranchant sur la ligne 2 après le pont de Mulhouse des Chemins de fer de l'Est à Nogent.
- 4 (116) - La Maltournée - Rosny-sous-Bois
- 5 (117[5]) - Porte de Vincennes - Fort de Vincennes.
- 6 (118) - Place de la République à Paris - Gare du Raincy - Villemomble - Montfermeil (par l'avenue de la République, le boulevard de Ménilmontant, l'avenue Philippe-Auguste, la place de la Nation, le cours de Vincennes à Paris, la porte de Vincennes puis, à Vincennes, la rue des Laitières, la rue de Fontenay, la rue Defrance, le carrefour des Rigollots à Fontenay-sous-Bois, le cimetière de Vincennes, la gare de Rosny-sous-Bois et la Grande-rue. La ligne 6 des Chemins de fer nogentais était la seule à pénétrer à Paris.
- 7 (119) - Porte de Vincennes - Champigny-sur-Marne, via la Gare de Nogent - Le Perreux d'où elle se détachait de la ligne 2.
- 8 (120) - Porte de Vincennes - Noisy-le-Grand, constituant un prolongement de la ligne 3 de Bry à Noisy-le-Grand.
- 9 (121) - Porte de Vincennes - Gare de Gagny par la Mairie et la rue de Rosny à Montreuil-sous-Bois.

En 1904, le terminus de la porte de Vincennes fut déplacé sur le cours de Vincennes, afin de donner une correspondance aisée avec la ligne 1 du métro de Paris.
Les lignes furent raccourcies le 25 mars 1934 jusqu'à la station Château de Vincennes, lorsque le métro y fut prolongé.
Une ligne 10 (122) sera créée le 12 octobre 1911 entre le Cours de Vincennes et Fontenay-sous-Bois, en utilisant un ancien tronçon de la ligne 2 de la Compagnie des tramways de l'Est parisien.

### Fin du réseau des chemins de fer Nogentais

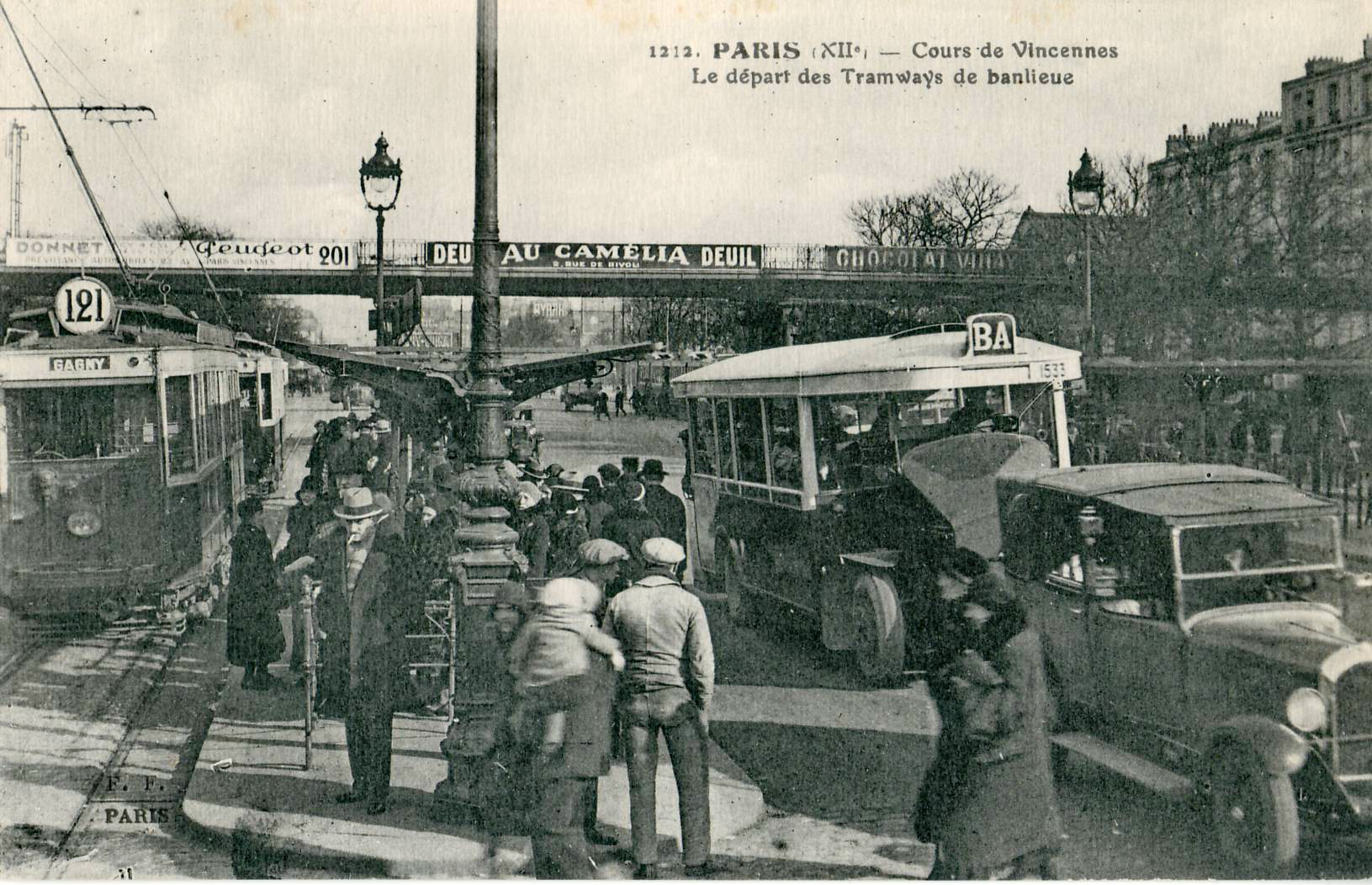
Le Cours de Vincennes était l'un des terminus des Nogentais.
Après la reprise des Nogentais par la STCRP, on voit au premier plan le tramway 121 (ex-9) en direction de Gagny, et un bus BA de la ligne Fontenay (Les Rigollots) - Mairie de Vincennes - Opéra - Rue Taitbout.

Comme l'ensemble du premier réseau de tramway parisien, les lignes des chemins de fer Nogentais sont transformées par la STCRP en lignes de bus dans les années trente :
- 113 (ex-1) le 15 février 1937
- 114 (ex-2) le 14 mai 1934
- 115, ligne créée par la STCRP en 1924 (Porte de Vincennes - Mairie de Montreuil et prolongée à la Porte des Lilas en 1925, supprimée le 11 février 1935.
- 116 (ex-4)  le 15 février 1937
- 117 (ex-5) le 5 novembre 1922
- 118 (ex-6) le 18 mars 1935
- 119 (ex-7) le 14 mai 1934
- 120 (ex-8) le 14 mai 1934
- 121 (ex-9) le 18 mars 1935
- 122 (ex-10) le 25 juin 1934.

Le tracé actuel du réseau de bus RATP dans le secteur reprend encore aujourd'hui le tracé de ces lignes du Nogentais.

## Matériel roulant

### Automotrices à air comprimé

#### Automotrice à impériale de «type Mékarski»
- Automotrice à traction mécanique à air comprimé
- 19 véhicules
- Capacité de 50 voyageurs (20 à l’intérieur, 24 sur l’impériale, 6 sur la plate-forme)
- Châssis à deux essieux de 1,90 m d’empattement
- Voie à écartement normal de 1,44 mètre
- Longueur : 7,53 m
- Poids à vide : 10 t

### Automotrices électriques

#### Motrice à impériale «type 54 places»
- Motrice électrique alimentée par fil aérien
- 51 véhicules numérotés nos 1 à 51
- Capacité de 54 voyageurs
- Châssis à deux essieux de 2,13 m d’empattement
- Moteur « type TH2 »

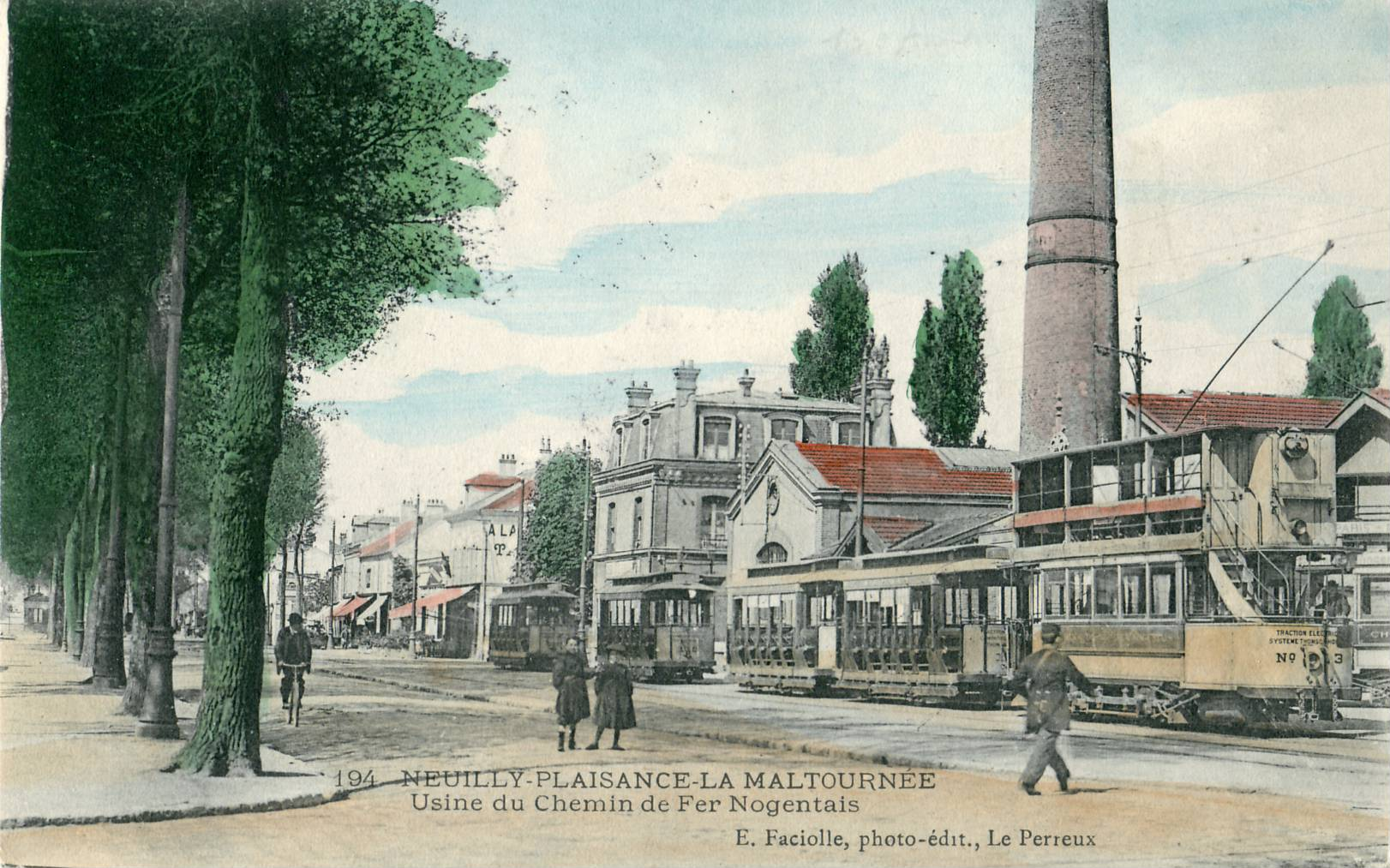
Motrice 13, devant l'usine électrique de la Maltournée.
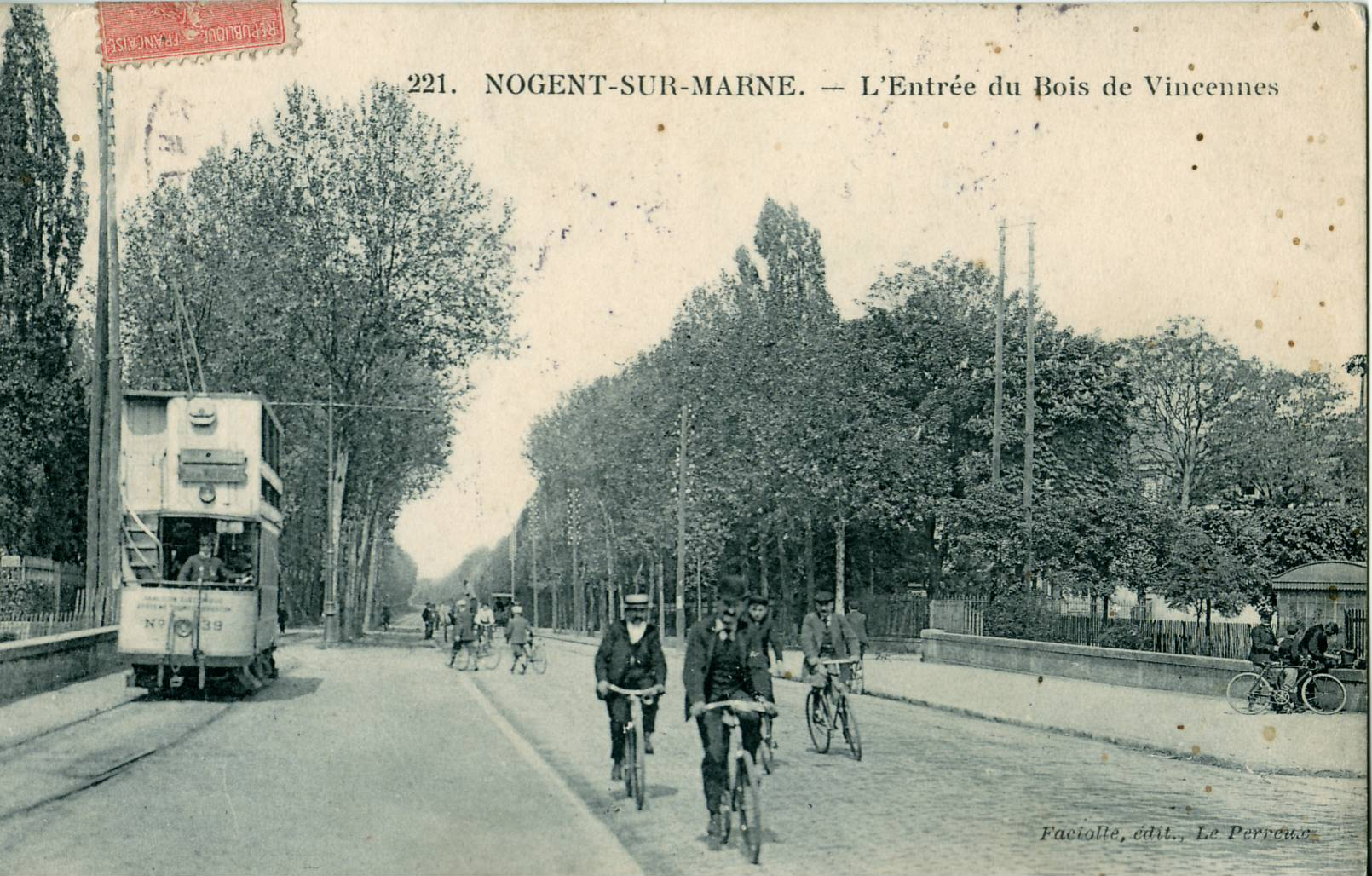
Motrice 39 à Nogent-sur-Marne.
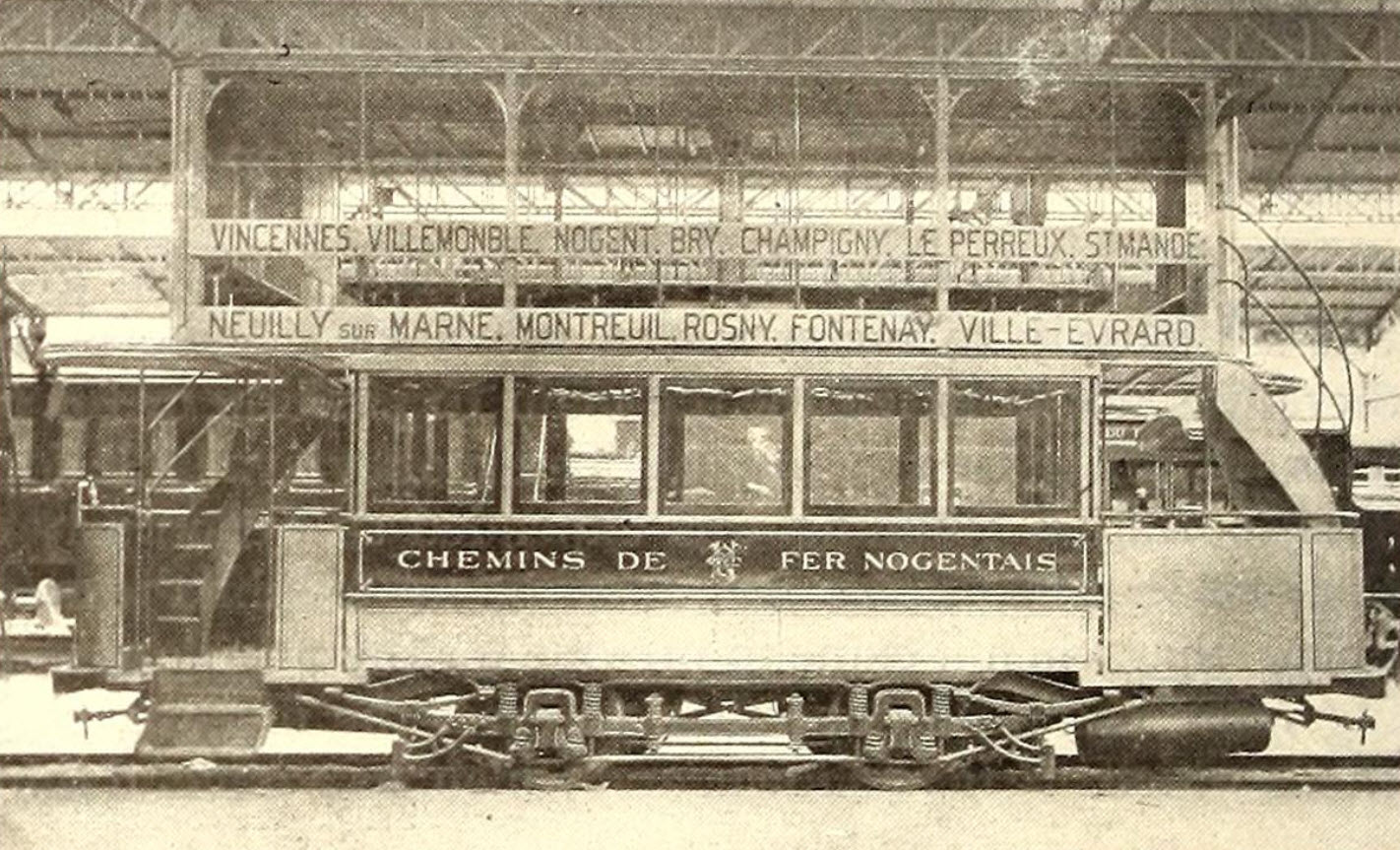
Motrice  impériale « type 54 places ».

#### Motrice à impériale «type 74 places»

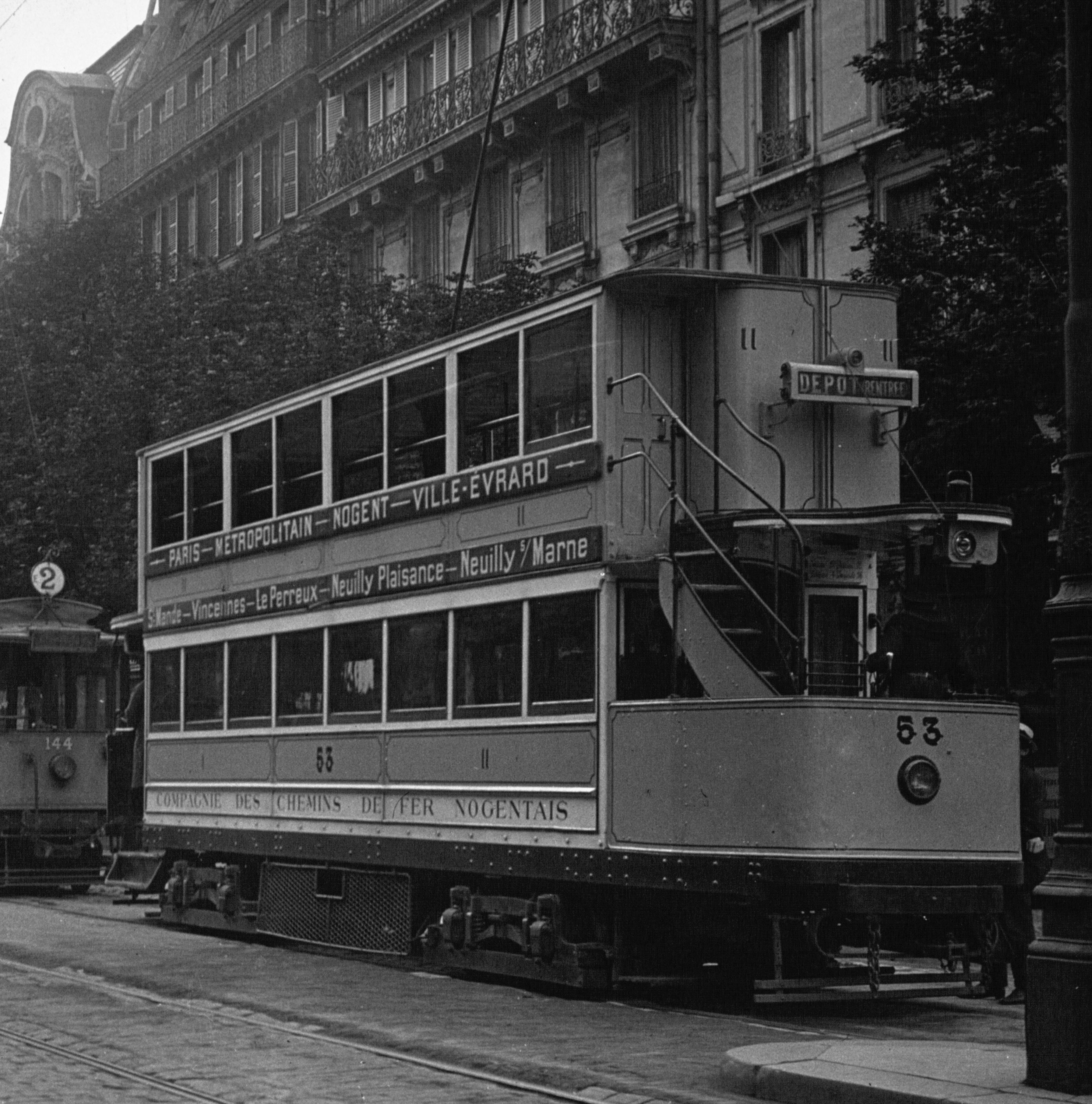
Automotrice type 74 sur le boulevard Voltaire à Paris.

- Motrice électrique alimentée par fil aérien, caniveau ou accumulateurs
- 41 véhicules numérotés nos 52 à 93
- Capacité de 74 voyageurs
- Châssis à deux bogies comportant chacun un moteur
- Moteur « type TH2 »

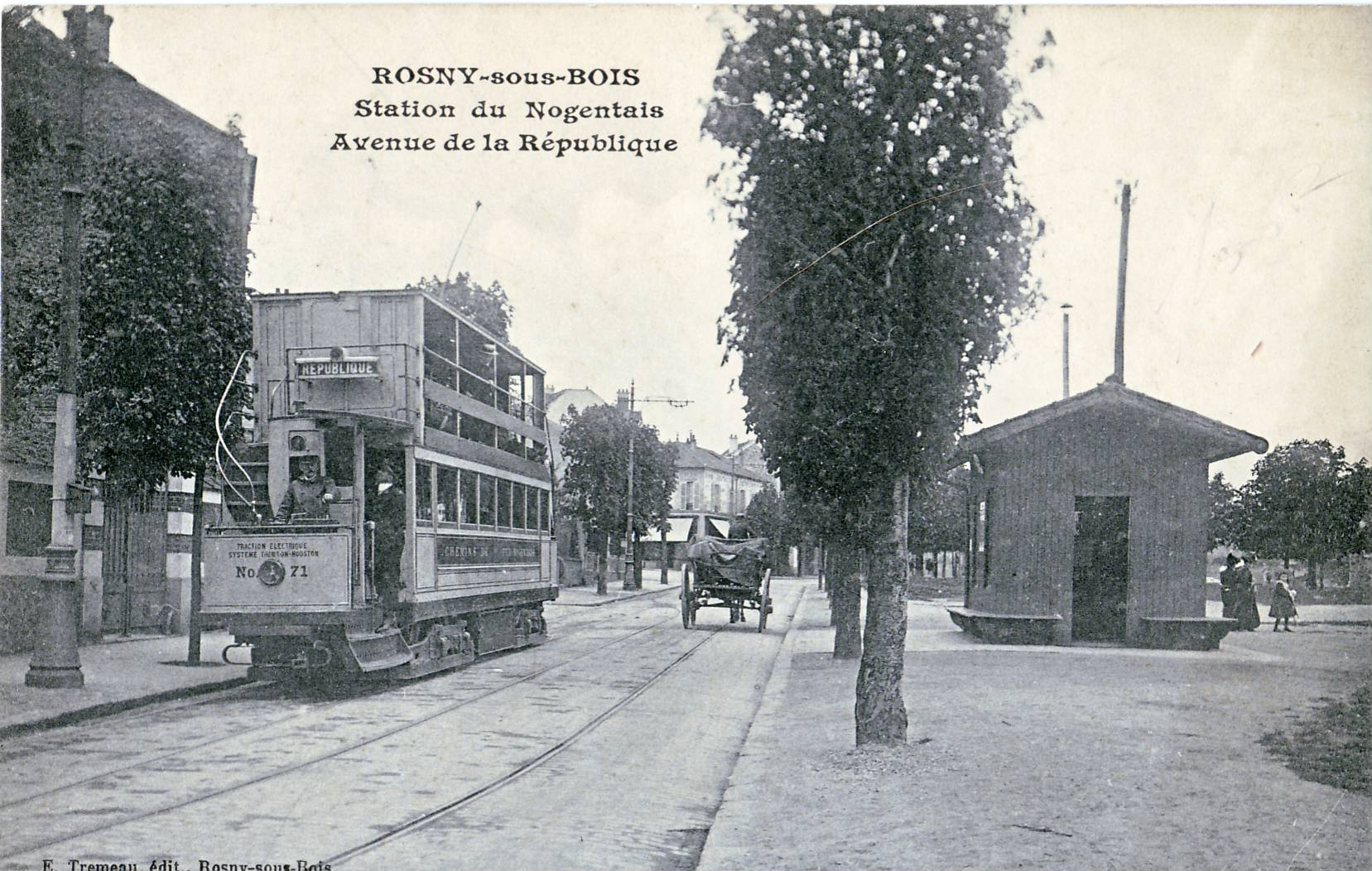
Motrice 71 à Rosny-sous-Bois.
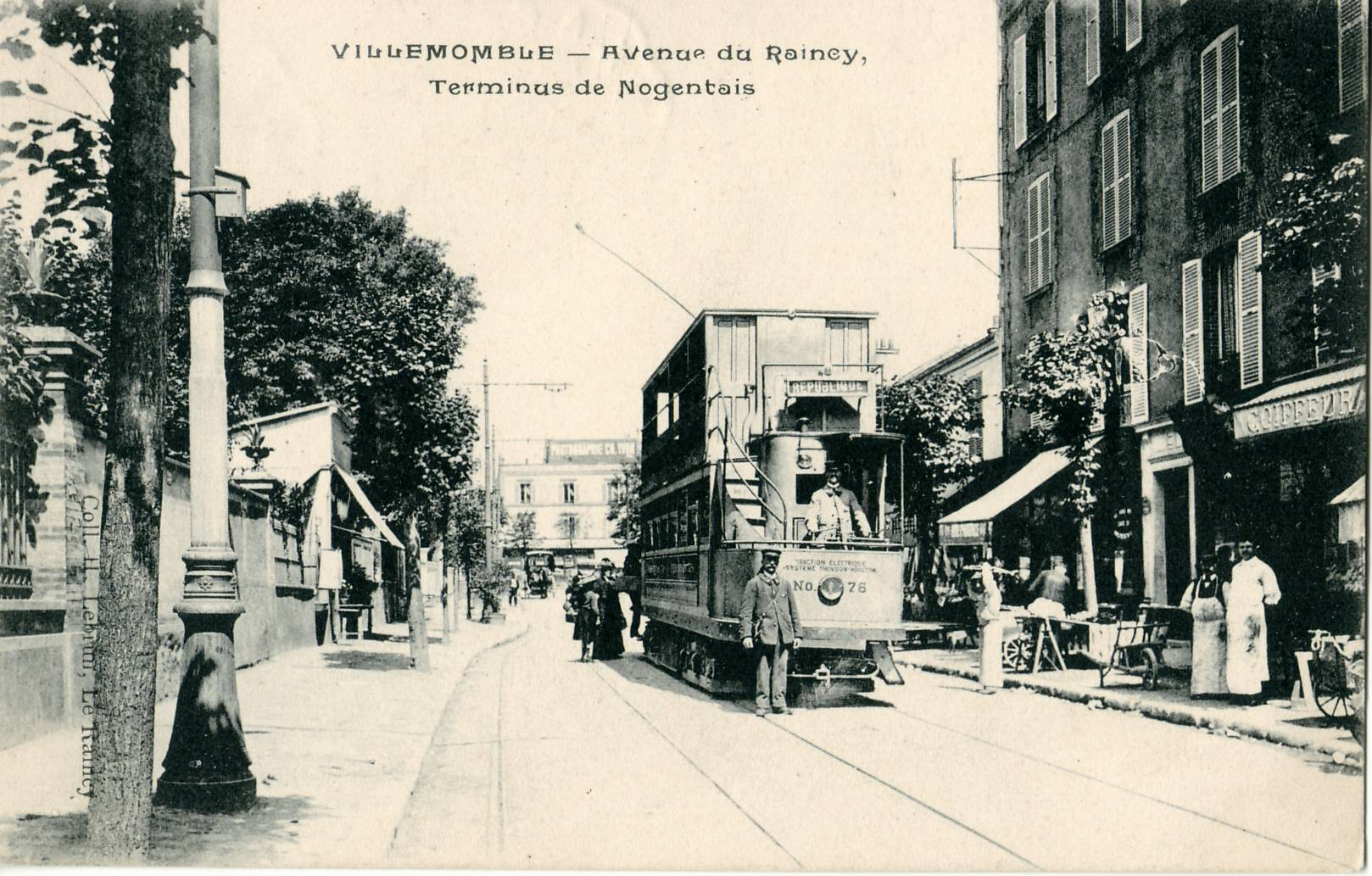
Motrice no 76 à Villemomble.
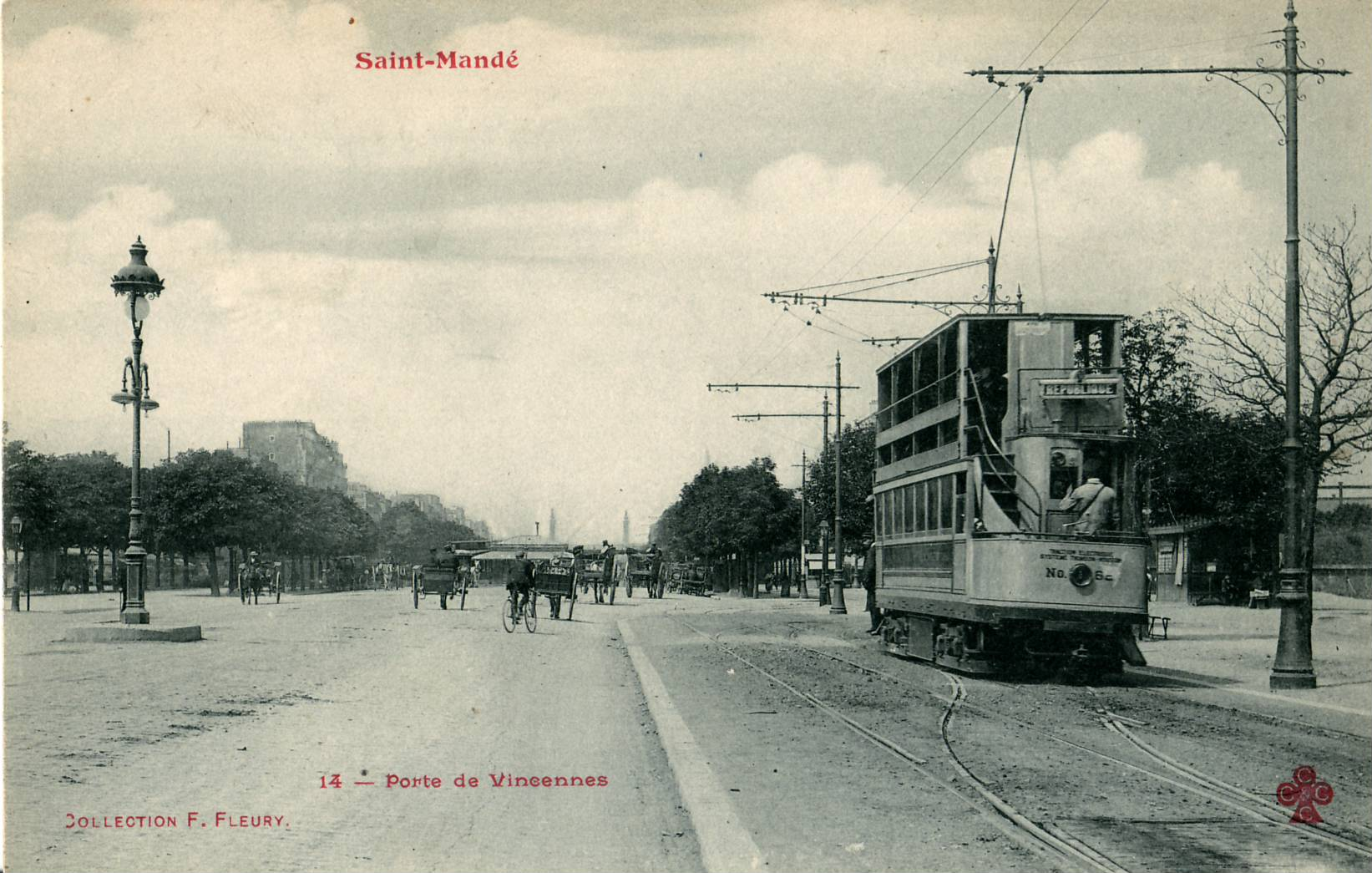
Motrice de « type 74 places » à la Porte de Vincennes.

#### Motrice «type 150»
- Motrice électrique alimentée par fil aérien
- 14 véhicules numérotés nos 150 à 163
- Capacité de 44 voyageurs
- Châssis à deux essieux de 3,40 m d’empattement
- Longueur : 10,15 m
- Poids à vide : 14,5 t
- Moteur « type TH523 »
- Portes en bout

#### Motrice «type 202» (prototype)

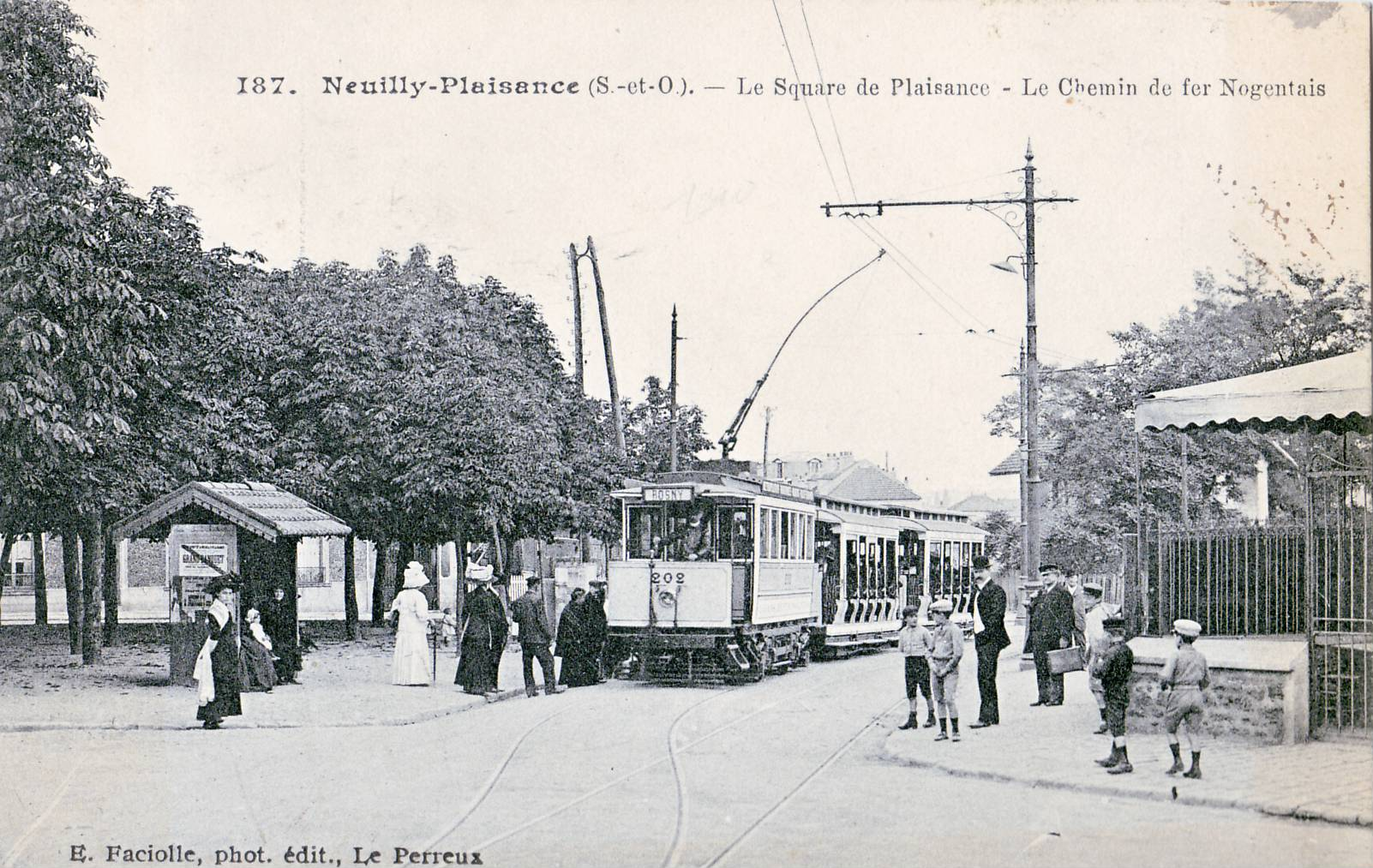
Motrice 202 attelée à des remorques ouvertes, à Neuilly-Plaisance.

- Motrice 202 attelée à des remorques ouvertes, à Neuilly-Plaisance.Motrice électrique alimentée par fil aérien
- 1 seul véhicule
- Châssis à deux essieux
- Longueur : 7,92 m
- Poids à vide : 10,5 t
- Moteur « type TH2 »
- Portes aux extrémités

#### Motrice «type 250» (prototype)
- Motrice électrique alimentée par fil aérien
- 1 seul véhicule
- Châssis à deux bogies
- Portes en bout

#### Motrice «du service funéraire»

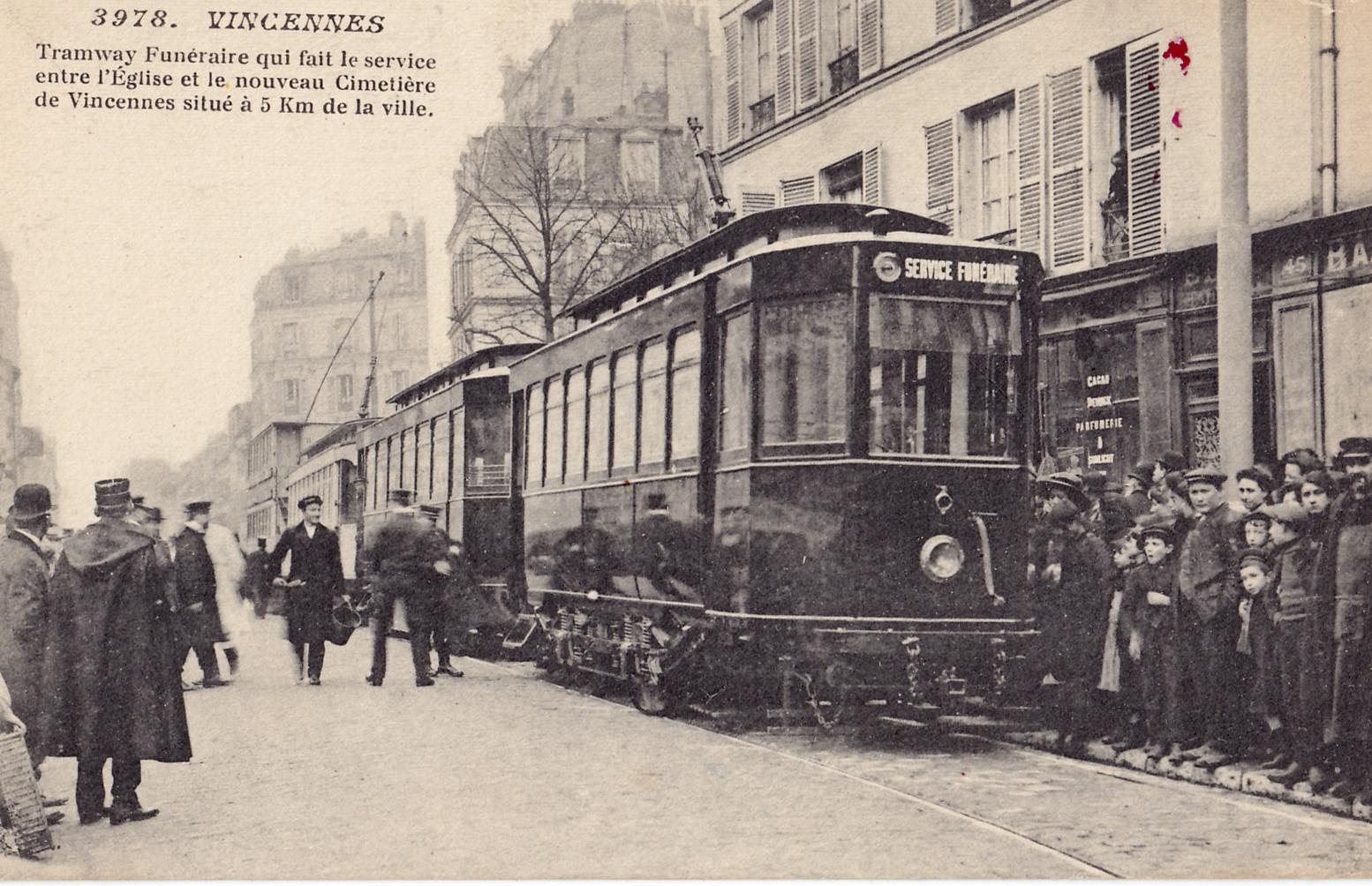
Tramway funéraire en service entre l'église et le nouveau cimetière de Vincennes.

- Motrice électrique alimentée par fil aérien
- 1 seul véhicule
- Châssis à deux essieux
- Pouvait contenir deux cercueils

## Sources